# Lussekat
Lussekat (svensk: lussekatt), også kendt som Luciabrød, er et svensk bagværk, der er knyttet til traditionen omkring Luciadag den 13. december. Lussekatte er en slags boller med en stærk gul farve, der kommer fra krydderiet safran.
Normalt formes bollerne som et S, hvor enderne rulles op, og en rosin placeres i midten af begge oprulninger. To boller med denne form kan også arrangeres, så de danner et kors kaldet gullvagn, julvagn eller julkors. Flere af de forskellige former som bollerne også kan formes i, har deres egne navne f.eks. et lindebarn, prästens hår og såkaka.
Ifølge en tolkning begyndte traditionen med lussekatte i Tyskland i 1600-tallet. Ifølge historien gav djævlen, i form af en kat, børn tæsk, mens Jesus i form af et barn gav boller til søde børn. Lussebollerne blev farvet med safran for at holde den lyssky djævel væk.
Lussekatte blev i Vestsverige tidligere også blevet kaldt dövels- og dyvelkatter, hvor "dövel" fra begyndelsen betyder djævel.
Nogle gange siges det at også lusse i lussekat kommer fra Lucifer, der er det navn som plejer at forbindes med djævelen. Der skal også findes en gammel folkeetymologi hvor Lucia forbindes med Lucifer på grund af ligheden mellem navnene (begge kommer af genitivformen lucis af latin: lux, "lys").